# SR Colmar
SR Colmar is een Franse voetbalclub uit Colmar in het departement Haut-Rhin dat in de Elzas ligt.
De club werd in 1920 opgericht als 'Sports Réunis en was de opvolger van Association Sportive de Colmar die tijdens de Eerste Wereldoorlog opgedoekt werd en niet heropgericht werd.
In de tijd tussen de 2 Wereldoorlogen speelde de club op amateurniveau en had zware concurrentie van RC Strasbourg en FC Mulhouse. In 1936 promoveerde de club naar de 2de klasse.
De Duitsers van het Derde Rijk annexeerden de Elzas in de Tweede Wereldoorlog en verduitsten de club. Het nieuwe SpVgg Kolmar speelde in de Gauliga. Na de oorlog brak een goede tijd aan voor de club in het seizoen 1947/1948 haalde de club de halve finale van de beker en schakelde FC Gueugnon en Girondins de Bordeaux uit maar in de halve finale was RC Lens te sterk. In 1948 promoveerde de club ook naar de 1ste klasse. Na één seizoen degradeerde de club en trok zich daarna uit het profvoetbal terug.
In 2010 promoveerde de club naar de Championnat National, de derde divisie. De club speelde daar tot 2016 en kwam toen in zware financiële problemen. De club werd opgedoekt en begon opnieuw onder de naam Stadium Racing Colmar in de Excellence, een regionale divisie. In 2020 promoveerde de club naar de National 3, de vijfde klasse.

## Eindklasseringen
| Seizoen   | №  | Clubs | Divisie              | WG | W  | G | V  | Saldo | Punten | Tsch  |
| --------- | -- | ----- | -------------------- | -- | -- | - | -- | ----- | ------ | ----- |
| 2015–2016 | 16 | 18    | Championnat National | 34 | 10 | 9 | 15 | 39–46 | 37     | 1.821 |

## Record
- Hoogste aantal toeschouwers: 11 990 in seizoen 1948-1949 tegen RC Strasbourg